# Stefano Bordon
Pour les articles homonymes, voir Bordon.
Pas d'image ? Cliquez ici

a Compétitions nationales et continentales officielles uniquement.

b Matchs officiels uniquement.
Stefano Bordon (né le 2 février 1968 à Rovigo, en Italie) est un ancien joueur de rugby à XV italien, maintenant entraîneur.

## Biographie
Stefano Bordon évolue au poste de centre, il mesure 1,83 m pour 95 kg.
Il a évolué au Rugby Rovigo et a terminé sa carrière au CUS Verona (2003).
Il a honoré sa première cape internationale le 7 octobre 1990 à Padoue avec l'équipe d'Italie pour une victoire 29-21 contre l'équipe de Roumanie.
Sa dernière cape internationale a lieu le 22 mars 1997 à Grenoble pour une victoire historique 40-32 contre l'équipe de France qui avait réalisé le grand chelem dans le Tournoi.
Après la fin de sa carrière comme joueur il dirige le CUS Verona, Rugby Colorno, Rugby Modena, Amatori Rugby Alghero et, depuis 2007 le Rugby Rome en Serie A, où il gagne le droit de disputer le Super 10 pour la saison 2008-2009.

## Équipe nationale
- 29 sélections.
- 5 points en équipe d'Italie
- 1 essai.
- Sélections par année : 2 en 1990, 2 en 1991, 2 en 1992, 5 en 1993, 6 en 1994, 7 en 1995, 3 en 1996, 2 en 1997.
- Coupe du monde de rugby disputée : 1995 (2 matchs, 2 comme titulaire).
- Vainqueur de la Coupe FIRA 1995-1997 (à Grenoble contre à l'équipe de France, 40-32).

## Palmarès en club
- Champion d'Italie: 1988, 1990 (Rugby Rovigo)

## Clubs successifs
- Rugby Rovigo  Italie 1985-1995
- Plaisance RC  Italie 1995-1996
- RC Toulon  France 1997-1998
- Rugby Rovigo  Italie 1998-2000
- CUS Vérone  Italie 2000-2003

## Entraîneur
- CUS Vérone  Italie 2003-2004
- Rugby Colorno  Italie 2004-2005
- Rugby Modène  Italie 2005-2006
- Amatori Rugby Alghero  Italie 2006-2007
- Rugby Rome  Italie depuis 2007